# Felipe Muñoz
Felipe Muñoz, född 3 februari 1951 i Mexico City, är en mexikansk före detta simmare.
Muñoz blev olympisk guldmedaljör på 200 meter bröstsim vid sommarspelen 1968 i Mexico City.